# Janne Langaas
Janne Langaas (født 6. marts 1962) er en norsk skuespiller, dramatiker og producent. Hun er uddannet ved Statens teaterhøgskole i årene 1986-1989 og var ansat ved Hålogaland Teater mellem 1989-1994. Siden har hun haft mange arbejdspladser, blandt andet Nationaltheatret, Teater Ibsen, Riksteateret, Det norske teatret og Brageteateret.
I 1997 etablerede hun produktionsselskabet Barske Glæder Produksjoner og skriver og producerer teater primært for børn og unge.
Fra 1. januar 2010 blev hun ansat som teaterchef for det nyetablerede Teater Innlandet.

## Produktion som dramatiker
- Først kom ingenting, så kom ingenting, premiere på scenen i Dramatikkens hus 10. september 2010 (Tildelt Birgit Strøms Minnepris 2010)
- Norsk nok, premiere Kulturkirken Jakob 8. maj 2007
- Kom tilbake!, premiere Torshovteatret 31. marts 2006 (Nomineret til Ibsen-prisen 2007)
- Prinsessen av Lilleland, premiere Det Åpne Teater 6. marts 2003
- Emilie og den umulige mamman, premiere Det Åpne Teater 30. august 1997 (dramatisering af bogen af Gro Dahle)

## Som filmskuespiller
- God natt, elskede (2009) tv-serie som "Maria Senje"
- SOS Svartskjær (2008) som "Katrine"
- Ved kongens bord (2005) tv-miniserie, som "politiinspektør Kviberg"
- Sejer - elskede Poona (2003) tv-serie, som "Inger Madsen"
- Nini, tv-serie, episode 2 (1998), som "Brit Lorentzen"
- Salige er de som tørster (1997), som "Hilde"
- Kjære kamera(t) (1995), som "Turid"